# 克罗阿塔
克罗阿塔（葡萄牙語：Croatá）是巴西塞阿拉州的一个市镇。总面积700.356平方公里，总人口17306人，人口密度24.7人/平方公里。